# Herbert Brander
Herbert Emil Eugéne Brander, född 11 januari 1903 i Kungsholms församling, Stockholm, död 23 november 1984 i Östertälje församling, Södertälje, var en svensk pastor, söndagsskolsekreterare i Svenska Baptistsamfundet, psalmförfattare och medarbetare i utgivningen av olika sångböcker för kör, solosång och duetter.
Förutom många psalmer har Brander också skrivit den kända barnversen "Var inte som en igelkott, som sticks så fort man rör'n! Försök att löna ont med gott, sprid trevnad i ditt hörn!" Både "Var inte som en igelkott!" och "Jonte Myra" (Text och melodi av H.B.) finns i samlingen Till sångens land (1950).

## Psalmer
- Allt är fåfängt, nr 135 i Nya sånger 1937.
- Bön (Herre, lär mig följa dig), nr 41 i Nya sånger 1933 (text och musik).
- Det klang i mitt hjärta ett hoppfullt "på nytt", nr 35 i Tempeltoner till egen musik under rubriken På nytt.
- Du som vandrar fjärran från din Faders hus, nr 20 i Nya sånger 1932.
- Eld som brinner, eld som flammar, nr 12 i Nya sånger 1932 (musik).
- Fastän stormen gnyr, nr 127 i Nya sånger 1937 (text).
- Från Egypten Guds folk drog ut en gång, nr 137 i Nya sånger 1937 (översättning).
- Förrn ljuset vid Skaparens "varde" framsprungit musiken av Brander till Rutans text. Nr 62 i Tempeltoner.
- Gick genom skymmande dälder min stig, nr 24 i Tempeltoner under rubriken Solljusa morgon till musik av B. D. Ackley 1924.
- Glatt framåt till strids vi vilja tåga, nr 15 i Tempeltoner till egen musik under rubriken Stridssång.
- Gränslösa nåd, nr 36 i Nya sånger 1933 (text).
- Gud mig aldrig glömmer, nr 76 i Tempeltoner. Översättning av William M. Runyans text till musik av H. D. Loes 1927.
- Går du tyngd av skuld och samvetskval, nr 129 i Nya sånger 1937.
- Han går omkring, gör väl och hjälper alla, nr 779 i Frälsningsarméns sångbok 1990 under rubriken "Frälsning" till egen musik.
- Helt (O Herre, jag tröttnat att vandra), nr 28 i Nya sånger 1933 (text och musik).
- Hur stormar rasa och vågor slå, nr 25 i Nya sånger 1932.
- Huvud av törne sårat, nr 16 i Tempeltoner till musik av Elsa Eklund.
- I forna dar gick Jesus fram, nr 147 i Nya sånger 1937.
- Jag har en lots, som min farkost styr, nr. 55 i Tempeltoner under rubriken till musik av B. D. Ackley 1929.
- Jag vandrat fjärran, nr 421 i Psalmer och Sånger 1987 under rubriken "Dopet". Musik av Georg Neumark.
- Jag var trött och mitt hjärta det blödde, nr 17 i Tempeltoner till egen musik.
- Jag vet ej varför på min stig, nr 43 i Tempeltoner översättning av L. S. Leech's text under rubriken En dag jag skall förstå till musik komponerad 1911 av Adam Geibel.
- Jag vet en vrå, en stilla vrå, nr 38 i Tempeltoner under rubriken Min bönevrå till musik komponerad 1905 av C. M. Davis.
- Jag vill sjunga om min Frälsare, nr 86 i Tempeltoner under rubriken Jesusnamnet är det skönaste till egen musik.
- Jag älskar den genomstungna handen, nr 3 i Nya sånger 1932.
- Livet (Livet, säg mig, vad är det?), nr 49 i Nya sånger 1933 (musik).
- Lägg ditt liv i frälsarens händer (Över stormig våg, ibland mörka skär), nr 46 Nya sånger 1933.
- Min Herres klädnad är underbar, nr 30 i Tempeltoner  är Branders översättning av Henry Barracloughs text och till dennes musik.
- Mången genom världen, nr 142 i Nya sånger 1937.
- Mången tärd av smärta, nr 11 i Tempeltoner till egen musik under rubriken Såsom silvertoner.
- Nattliga skuggorna längas allt mer, nr 23 i Nya sånger 1932.
- När böneklockorna sättas igång, nr 2 i Tempeltoner till musik av Elsa Eklund.
- När igenom öknar går min pilgrimsgång, nr 8 i Nya sånger 1932.
- När Jesus blödde på korsets stam, nr 22 i Tempeltoner till egen musik.
- O, jag längtar outsägligt, nr 17 i Nya sånger 1932.
- O, sorgsna själ, Guds port är när, nr 59 i Tempeltoner översättning av James Rowes text under rubriken Utanför ännu! till musik av B. D. Ackley 1912.
- Pröva själv! (Är det sant, som mången säger), nr 34 i Nya sånger 1933 (text och musik).
- Skulle hopplöshetens dimma, nr 68 i Tempeltoner under rubriken Viska till mig namnet Jesus! till egen musik.
- Stad med pärleportar bortom ökenstig, nr 71 i Tempeltoner till musik av Joel Sörenson.
- Tindrande stjärna i julenatt, nr 64 i Tempeltoner under rubriken I julenatt till egen musik.
- Tänk när himlaklockorna ringa, nr 46 i Tempeltoner till egen musik under rubriken Om Brudgummen komme i år. Alternativ text till nyår är Nyårsklockor ringa året in.
- Underbar nåd av Jesus, översättning av Haldor Lilienas text till dennes musik, nr 44 i Nya sånger 1933.
- Underbar, silverklar, som byggd av stjärneljuset, nr 78 i Tempeltoner under rubriken Bortom gyllne stjärnebro till egen musik.
- Uppå korsets stam, nr 132 i Nya sånger 1937 (översättning).
- Vad kärlek rik, gudomlig, skön, nr. 85 i Tempeltoner. Översättning av H. D. Loes' text till dennes egen musik från 1927.
- Vår tid behöver andefyllda kristna, nr 52 i Tempeltoner till musik av Elsa Eklund under rubriken Andefyllda kristna.
- Ära ske Gud! Frid över jord!, nr 73 i Tempeltoner. Översättning och bearbetning av A. A. Payns text till musik av Adam Geibel 1929.
- Önskar du att nå en gång, nr 15 i Nya sånger 1932 (text).